# 亚马孙合作条约组织

亚马逊合作条约组织是一个旨在促进亞馬遜盆地可持续发展的国际组织。其成员国有：玻利维亚、巴西、哥伦比亚、厄瓜多尔、圭亚那、秘鲁、苏里南和委内瑞拉。
《亚马逊合作条约》(Amazon Cooperation Treaty，ACT) 于1978年7月3日签署， 1998年修订。為了監督該條約的實施，1995年，亚马孙合作条约组织成立。2002年，該組織在巴西利亚设立了秘书处。